# Stephen Olver
Sir Stephen John Linley Olver, KBE, CMG (* 16. Juni 1916; † 22. Juni 2011) war ein britischer Diplomat, der unter anderem von 1969 bis 1972 Hochkommissar in Sierra Leone sowie zwischen 1973 und 1975 Hochkommissar in Zypern war.

## Leben
Stephen John Linley Olver, Sohn des Geistlichen Reverend S. E. L. Olver und dessen Madeleine Stratton Olver, absolvierte nach dem Besuch der 1923 gegründeten Stowe School ein Studium an der Ludwig-Maximilians-Universität München. 1935 trat er in den Politischen Dienst von Britisch-Indien (Indian Police Service) und war in den folgenden Jahren in Delhi, Quetta, Sikkim und Bahrain tätig. Er war zuletzt bis zur Unabhängigkeit Indiens am 15. August 1947 Untersekretär bei der Regierung für Auswärtiges und Angelegenheiten des Commonwealth of Nations und wurde für seine Verdienste in Britisch-Indien am 1. Januar 1948 Mitglied des Order of the British Empire (MBE). Bereits im November 1947 wechselte er in den diplomatischen Dienst (HM Foreign Service) des Außenministeriums (Foreign Office) ein und wurde am 1. Dezember 1948 zum Beamten Siebten Grades (Foreign Service Officer Seventh Grade) befördert. In den folgenden Jahren fand er Verwendungen im Außenministerium sowie an Auslandsvertretungen in der Bundesrepublik Deutschland und Thailand.
Am 13. September 1961 wurde Olver Generalkonsul in Washington, D.C. und verblieb auf diesem Posten bis 1964. Er war danach noch für Zeit Botschaftsrat für Verwaltungsangelegenheiten an der Botschaft in den USA und wurde für seine dortigen Verdienste 1. Januar 1965 Companion des Order of St Michael and St George (CMG). Nach seiner Rückkehr fungierte er im Außenministerium von 1964 bis 1966 als Leiter des Referats Sicherheit (Head of Security Department, Foreign Office) sowie im Anschluss zwischen 1967 und 1969 als Botschaftsrat und Kanzler (Counsellor and Head of Chancery) der Botschaft in den Niederlanden.
Als Nachfolger von Stanley Fingland übernahm Stephen Olver 1969 den Posten als Hochkommissar in Sierra Leone und verblieb in dieser Funktion bis 1972, woraufhin Ian Buchanan Watt seine dortige Nachfolge antrat.' Zuletzt löste er 1973 Robert Edmonds als Hochkommissar in Zypern. Er hatte diesen Posten bis zu seinem vorzeitigen Ausscheiden aus dem diplomatischen Dienst 1975 inne und wurde daraufhin von Donald McDonald Gordon abgelöst. Während dieser Zeit wurde er am 1. Januar 1975 zum Knight Commander des Order of the British Empire (KBE) geschlagen und führte fortan den Namenszusatz „Sir“. Er war seit 1953 mit der aus Italien stammenden Maria Morena, Gubbio verheiratet.